# Президентские выборы в Гамбии (2016)
Президентские выборы в Гамбии прошли 1 декабря 2016 года. Власти Гамбии отключали доступ к интернету и заблокировали международную телефонную связь на время выборов. Оппозиционный кандидат Адама Бэрроу одержал неожиданную победу над президентом Яйя Джамме. Явка составила 59,33 %.

## Избирательная система
Президент Гамбии избирается в одном туре относительным большинством.

## Кандидаты
Основной представитель оппозиции и глава Объединённой демократической партии Усэйну Дарбое был арестован в апреле 2016 года за участие в неразрешённой мирной демонстрации, в которой он требовал освобождения однопартийцев, задержанных двумя днями ранее, и расследования гибели в заключении одного из видных членов партии Соло Санденга. В июле 2016 года Дарбое вместе с 18 другими членами ОДП был приговорён к 3 годам заключения, что сделало невозможным его участие в выборах.
Независимая избирательная комиссия зарегистрировала три партии и их кандидатов на пост президента страны. Президент Яйя Джамме баллотировался от партии Альянс за патриотическую переориентацию и созидание. Кандидатом от Независимой коалиции партий стал представитель Объединённой демократической партии Адама Бэрроу, а от Гамбийского демократического конгресса был выдвинут Мамма Кандех.

## Предвыборная кампания
В мае 2016 года Джамме заявил: «Я предупреждаю злую нечисть, называемую оппозицией: если вы захотите дестабилизировать эту страну, я закопаю вас на девять футов под землю». В течение последующих месяцев, десятки его противников были арестованы, а двое умерли в тюрьме. В начале ноября 2016 года трое журналистов были арестованы и задерживались без суда, также как и известный бизнесмен, финансировавший оппозиционные партии.
В начале ноября Джамме сказал: «Аллах избрал меня; только Аллах может снять с меня власть». В середине ноября, отвечая на критику оппозиции, он заявил, что его не беспокоит, когда его называют диктатором, потому что он «диктатор развития и прогресса». Он предупредил граждан, что они должны проголосовать: воздерживаться от голосования «незаконно» и неприемлемо, так как организация выборов стоит государству денег.
Джамме также обещал давать стипендии для доступа к лучшим школам и университетам, а также обещал сделать Гамбию «экономической сверхдержавой». Учитывая большое количество эмигрантов, которые уезжают из страны и пытаются попасть в Европу, он сказал, что «в течение двух лет или, может быть, раньше» эта миграция будет отменена, и жители Запада будут приезжать в Гамбию в качестве беженцев.

## Результаты
2 декабря 2016 года глава избирательной комиссии Гамбии сообщил о том, что президент Гамбии Яйя Джамме проиграл выборы кандидату от оппозиции Адаму Бэрроу. Яйя Джамме признал поражение ещё до официального объявления результатов выборов. В связи с репрессивным характером правления Джамме результат выборов был назван «огромной неожиданностью». На улицах Банжул проходили торжества. Окончательные результаты были опубликованы 5 декабря 2016 года.
| Кандидат                                                               | Партия                                              | Голоса  | %     |
| ---------------------------------------------------------------------- | --------------------------------------------------- | ------- | ----- |
| Адама Бэрроу                                                           | Независимая коалиция партий                         | 227 708 | 43,3  |
| Яйя Джамме                                                             | Альянс за патриотическую переориентацию и созидание | 208 487 | 39,6  |
| Мамма Кандех                                                           | Гамбийский демократический конгресс                 | 89 768  | 17,1  |
| Недействительных/пустых бюллетеней                                     | Недействительных/пустых бюллетеней                  |         | -     |
| Всего                                                                  | Всего                                               | 525 963 | 100   |
| Зарегистрированных избирателей/Явка                                    | Зарегистрированных избирателей/Явка                 | 886 578 | 59,33 |
| Источник: IEC, IEC Архивная копия от 7 декабря 2016 на Wayback Machine |                                                     |         |       |

## Последствия и конституционный кризис
10 декабря 2016 года президент Гамбии Яйя Джамме заявил, что отклоняет результаты выборов. «После тщательного расследования я решил, что отклоняю результаты недавних выборов. Я огорчен серьёзными и неприемлемыми нарушениями, о которых сообщалось в ходе электорального процесса», — цитирует агентство заявление действующего лидера Гамбии. Африканский союз заявил, что непризнание Джамме итогов выборов не имеет никакой юридической силы. Организация настоятельно призвала президента уйти с поста.
11 декабря президент Джамме в заявлении от правящей партии Альянс за патриотическую переориентацию и созидание (АППС) заявил, что собирается оспорить свое поражение на выборах в Верховном суде.
12 декабря президент Либерии Эллен Джонсон-Сирлиф (возглавила делегацию), лидер Нигерии Мухаммаду Бухари, президент Сьерра-Леоне Эрнест Бай Корома и глава Ганы Джон Драмани Махама отправились в Гамбию с целью уговорить президента страны покинуть пост президента.
13 декабря сотрудники службы безопасности Гамбии ворвались в здание избирательной комиссии и приказали покинуть председателю избиркома штаб. При этом другим сотрудникам выходить из здания было запрещено.
14 декабря ООН поставил ультиматум президенту сложить свои полномочия до 19 января 2017 года. В противном случае против него будут применены жёсткие санкции.
23 декабря стало известно, что ЭКОВАС привело свои войска к готовности и может направить их в Гамбию, если президент страны Джамме не уйдёт в отставку «достойно».
17 января Яйя Джамме объявил чрезвычайное положение в стране, отказавшись передавать власть Адаме Бэрроу. 21 января Яйя Джамме в эфире государственного телевидения сложил с себя полномочия и передал их Адаме Бэрроу. После чего он вылетел в Гвинею с дальнейшим переездом в изгнание в Экваториальную Гвинею.